# Guettardit
Guettardit (IMA-Symbol Gue) ist ein selten vorkommendes Mineral aus der Mineralklasse der „Sulfide und Sulfosalze“ mit der chemischen Zusammensetzung PbSbAsS4 und damit chemisch gesehen eine sulfidähnliche Verbindung aus Blei, Antimon, Arsen und Schwefel, die strukturell zu den Sulfosalzen gehört.
Guettardit kristallisiert im monoklinen Kristallsystem und entwickelt nadelige Kristalle bis etwa zwei Millimeter Länge mit parallel zur Längsachse unregelmäßig gestreiften Flächen. Er findet sich aber auch in Form von unregelmäßigen Körnern. Das Mineral ist in jeder Form undurchsichtig (opak) und zeigt auf den Oberflächen der gräulichschwarzen Kristalle einen metallischen Glanz. Im Auflich erscheint das Mineral auf polierten Flächen weiß mit rötlichen Innenreflexen. Seine Strichfarbe ist dagegen bräunlichschwarz.

## Etymologie und Geschichte
Entdeckt wurde Guettardit erstmals in Mineralproben aus dem Steinbruch Taylor Pit bei Madoc in der kanadischen Provinz Ontario. Analysiert und erstbeschrieben wurde das Mineral durch John Leslie Jambor (1936–2008), der es nach dem französischen Geologen Jean-Étienne Guettard (1715–1786) benannte. Nach Anerkennung durch die International Mineralogical Association (interne Eingangsnummer der IMA: 1966-018) veröffentlichte er seine Erstbeschreibung 1967 unter dem Titel New lead sulfantimonides from Madoc, Ontario. Part 2, in der auch Launayit, Playfairit, Sorbyit, Sterryit und Twinnit erstbeschrieben wurden.
Das Typmaterial des Minerals wird in der Geological Survey of Canada (GSC) in Ottawa unter den Inventarnummern 12167 und 12173  sowie im Royal Ontario Museum (ROM) in Toronto unter der Inventarnummer  M35890-91 aufbewahrt.
Die seit 2021 ebenfalls von der IMA/CNMNC anerkannte Kurzbezeichnung (auch Mineral-Symbol) von Guettardit lautet „Gue“.

## Klassifikation
Bereits in der zuletzt 1977 überarbeiteten 8. Auflage der Mineralsystematik nach Strunz gehörte der Guettardit zur Mineralklasse der „Sulfide und Sulfosalze“ und dort zur Abteilung „Komplexe Sulfide (Sulfosalze)“, wo er zusammen mit Boulangerit, Dadsonit, Fülöppit, Heteromorphit, Jamesonit, Launayit, Madocit, Meneghinit, Parajamesonit (diskreditiert 2006), Plagionit, Playfairit, Robinsonit, Semseyit, Sorbyit, Sterryit, Tintinait, Twinnit, Veenit und Zinkenit die „Jamesonit-Boulangerit-Gruppe (Bleiantimonspießglanze)“ mit der Systemnummer II/D.07 bildete.
In der zuletzt 2018 überarbeiteten Lapis-Systematik nach Stefan Weiß, die formal auf der alten Systematik von Karl Hugo Strunz in der 8. Auflage basiert, erhielt das Mineral die System- und Mineralnummer II/E.25-040. Dies entspricht ebenfalls der Abteilung „Sulfosalze (S : As,Sb,Bi = x)“, wo Guettardit zusammen mit Argentoliveingit, Barikait, Carducciit, Dekatriasartorit, Enneasartorit, Hendekasartorit, Heptasartorit, Hyršlit, Incomsartorit, Liveingit, Marumoit, Polloneit, Rathit, Sartorit und Twinnit eine unbenannte Gruppe mit der Systemnummer II/E.25 bildet.
Die von der IMA zuletzt 2009 aktualisierte 9. Auflage der Strunz’schen Mineralsystematik ordnet den Guettardit in die neu definierte Abteilung der „Sulfosalze mit SnS als Vorbild“ ein. Diese ist weiter unterteilt nach den in der Verbindung vorherrschenden Metallen. Das Mineral ist hier entsprechend seiner Zusammensetzung in der Unterabteilung „Nur mit Blei (Pb)“ zu finden, wo es zusammen mit Sartorit und Twinnit die „Sartoritgruppe“ mit der Systemnummer 2.HC.05a bildet.
In der vorwiegend im englischen Sprachraum gebräuchlichen Systematik der Minerale nach Dana hat Guettardit die System- und Mineralnummer 03.07.08.02. Dies entspricht ebenfalls der Klasse der „Sulfide und Sulfosalze“ und dort der Abteilung „Sulfosalze“, wo das Mineral zusammen mit Marumoit, Sartorit und Twinnit in der „Sartoritgruppe“ mit der Systemnummer 03.07.08 innerhalb der Unterabteilung „Sulfosalze mit dem Verhältnis z/y = 2 und der Zusammensetzung (A+)i(A2+)j[ByCz], A = Metalle, B = Halbmetalle, C = Nichtmetalle“ zu finden ist.

## Kristallstruktur
Guettardit kristallisiert in der monoklinen Raumgruppe P21/c (Raumgruppen-Nr. 14) mit den Gitterparametern a = 8,527(4) Å; b = 7,971(4) Å; c = 20,102(10) Å und β = 101,814(7)° sowie 8 Formeleinheiten pro Elementarzelle.

## Modifikationen und Varietäten
Die Verbindung PbSbAsS4 ist dimorph und kommt in der Natur neben dem monoklin kristallisierenden Guettardit noch als orthorhombisch kristallisierender Twinnit vor.

## Bildung und Fundorte
Guettardit bildet sich hydrothermal bei niedrigen Temperaturen in Marmor. Als Begleitminerale können unter anderem Auripigment, Boulangerit, Bournonit, Enargit, Galenit, Jamesonit, Jordanit, Pyrit, Realgar, Sartorit, Semseyit, Sphalerit, Sterryit, Stibnit, Tetraedrit, Wurtzit und Zinkenit auftreten.
Als seltene Mineralbildung konnte Guettardit nur an wenigen Orten nachgewiesen werden, wobei weltweit rund 15 Vorkommen dokumentiert (Stand 2025).
 Außer an seiner Typlokalität im Steinbruch Taylor Pit bei Madoc in Ontario trat das Mineral in Kanada bisher nur noch in der Silver Queen Mine (auch Nadina Mine) nahe dem Owen Lake im Bergbaurevier Omineca in British Columbia auf.
Der bisher einzige bekannte Fundort in der Schweiz ist der Steinbruch La Plâtrière bei Lens VS im Kanton Wallis.
Weitere bisher bekannte Fundorte sind Jas Roux (La Chapelle-en-Valgaudémar) im französischen Département Hautes-Alpes, die Erzlagerstätte Barika bei Sardascht im Iran, Pornassino und Signols in Piemont sowie die Steinbrüche in der Gemeinde Seravezza in der Toskana in Italien, Kadamdschai in Kirgisistan, Săcărâmb (Gemeinde Certeju de Sus) in Rumänien, die Goldlagerstätten Vorontsovskoye nahe Turinsk in der zum Ural gehörenden Oblast Swerdlowsk und Taseyevskoye in der zum Fernen Osten gehörenden Region Transbaikalien in Russland sowie die Brobdignag Mine am Berg Anvil im San Juan County (Colorado) in den Vereinigten Staaten von Amerika.